# Partito della Nazione (Sudan)
Il Partito della Nazione (in arabo:in arabo حزب الأمة‎?), noto anche come Partito Umma, è un partito politico sudanese nazionalista e islamico fondato nel 1945.
Il partito è guidato da Sadiq al-Mahdi, Primo ministro dal 1966 al 1967 e dal 1986 al 1989. Altri esponenti del partito sono stati Abdallah Khalil, Sirr Al-Khatim Al-Khalifa e Muhammad Ahmad Mahgoub, che hanno ricoperto la carica di Primo ministro.
In occasione delle elezioni presidenziali del 2010, al-Mahdi ha ottenuto lo 0,9% dei voti, mentre alle elezioni parlamentari il partito ha conseguito 3 seggi su 450.